# Porte de Pantin (metropolitana di Parigi)
Porte de Pantin è una stazione della metropolitana di Parigi sulla linea 5, sita nel XIX arrondissement di Parigi.

## La stazione
La stazione venne inaugurata nel 1942 e porta il nome dell'antica porta, delle mura di Parigi, posta all'ingresso della strada che conduceva in Germania (oggi avenue Jean-Jaurès). Tale porta ha preso il nome del comune in cui era ubicata.

## Interconnessioni
- Bus RATP - 75, PC2, PC3, 151, 684
- Noctilien - N13, N41, N45, N140

## Nelle vicinanze
- Cité de la musique
- Conservatoire de Musique de Paris